# Béziers Volley
Pour les articles homonymes, voir Béziers (homonymie).
Maillots
Actualités
Le Béziers Volley est un club français de volley-ball féminin situé à Béziers dans l'Hérault.
Le club est présidé par Bernard Fages et entraîné par Frédéric Havas depuis 2024. Il réside au Palais des Sports Béziers Méditerranée, enceinte d'une capacité de 2050 places.
L'équipe évolue au premier niveau national, en Ligue AF depuis la saison 2010-2011.

## Histoire
Le Béziers Volley remporte le Championnat de France en 2018.
Le 1er avril 2023, et après deux défaites en finale en 2017 et 2018, le club remporte la première Coupe de France de son histoire face au RC Cannes (3-2 ; 25-22, 21-25, 25-17, 15-25, 15-10), rencontre se disputant à la Halle Georges-Carpentier à Paris.

### Historique
- 1996 : Le Béziers Volley-ball Gazélec est né de la fusion du Gazélec Béziers et du Valras Volley
- Saison 1996/1997 : championne de France de Nationale 1B
- Saison 2002/2003 : 4e Pro AF
- Saison 2003/2004 : 7e Pro AF
- Saison 2004/2005 : 8e Pro AF
- Saison 2005/2006 : 3e Pro AF et demi-finaliste
- Saison 2006/2007 : 5e Pro AF
- Saison 2007/2008 : 14e Pro AF
- Saison 2008/2009 : 8e Nationale 1
- Saison 2009/2010 : championne de France de Nationale 1
- Saison 2010/2011 : 6e Ligue AF
- Saison 2011/2012 : 3e Ligue AF
- Saison 2012/2013 : vice-championne de France Ligue AF ; finaliste contre RC Cannes (0-3)
- Saison 2013/2014 : 2e Ligue AF et demi-finaliste
- Saison 2014/2015 : 5e Ligue AF et demi-finaliste
- Saison 2015/2016 : 2e Ligue AF
- Saison 2016/2017 : 3e Ligue AF; finaliste de la Coupe de France, contre Pays d'Aix Venelles VB (2-3)
- Saison 2017/2018 : 1re Ligue AF et Championne de France Ligue AF, contre RC Cannes (3-2) ; finaliste de la Coupe de France, contre RC Cannes (1-3)
- Saison 2018/2019 : 5e Ligue AF
- Saison 2019/2020 : 4e Ligue AF ; demi-finaliste Challenge Cup ; Compétitions suspendues en raison de pandémie de coronavirus
- Saison 2020/2021 : 3e Coupe de la CEV et vice-championne de France Ligue AF

## Résultats sportifs

### Palmarès
| Compétitions nationales | Compétitions internationales            |
| - Championnat de France (1) : - Vainqueur en 2018. - Finaliste en 2013, 2021. - Coupe de France (1) : - Vainqueur en 2023. - Finaliste en 2017, 2018. - Supercoupe de France : - Finaliste en 2021, 2023. - Championnat de France de Nationale 1 (2) : - Vainqueur en 1997, 2010. | - Coupe de la CEV : - 3e place en 2021. |

## Infrastructures du club

### Halle des sports du Four à Chaux
Jusqu'en 2023, l'équipe dispute ses rencontres à domicile à la halle des sports du Four à Chaux Alain Barrau. Située dans le quartier Four à Chaux à Béziers, elle possède une capacité d'accueil de 1 015 places.

### Palais des Sports Béziers Méditerranée
Depuis la saison 2023-2024, le Palais des Sports Béziers Méditerranée est le nouveau lieu de résidence de l'équipe première. D'une capacité de 2 050 places assises, il est inauguré le 29 septembre 2023 à l'occasion d'un match amical de pré-saison face au RC Cannes.

## Effectifs

### Saison 2024-2025
| No                               | Nom                         | Date de naissance           | Taille                         | Poids                          | Poste                          |
| -------------------------------- | --------------------------- | --------------------------- | ------------------------------ | ------------------------------ | ------------------------------ |
| 4                                | Margaux Bouzinac            | 7 juin 1996                 | 180                            | 68                             | Passeuse                       |
| 5                                | Chiara Ammirati             | 28 juillet 2002             | 176                            | N/C                            | Réceptionneuse-attaquante      |
| 6                                | Manon Bernard               | 23 janvier 1995             | 175                            | 67                             | Libero                         |
| 7                                | Nada Meawad                 | 12 avril 1998               | 180                            | 71                             | Réceptionneuse-attaquante      |
| 8                                | Juliette Bodinier           | 11 avril 2005               | 181                            | 60                             | Réceptionneuse-attaquante      |
| 9                                | Amelia Moore                | 28 juillet 2000             | 196                            | N/C                            | Centrale                       |
| 11                               | Ciara Debell                | 10 novembre 1997            | 188                            | N/C                            | Réceptionneuse-attaquante      |
| 12                               | Emily Holterhaus            | 26 août 2001                | 191                            | N/C                            | Réceptionneuse-attaquante      |
| 13                               | Marissa Stockman            | 15 février 2000             | 191                            | N/C                            | Centrale                       |
| 14                               | Maëlys Agnese               | 11 février 2006             | 162                            | 52                             | Libero                         |
| 16                               | Adria Powell1               | 14 mai 2001                 | 189                            | N/C                            | Centrale                       |
| 17                               | Paulina Majkowska (pl)      | 6 février 1995              | 185                            | N/C                            | Centrale                       |
| 18                               | Karin Sunderlíkova          | 17 juillet 1999             | 188                            | 77                             | Attaquante                     |
| 22                               | Raquel Lazaro               | 4 janvier 2000              | 183                            | 62                             | Passeuse                       |
|                                  |                             |                             |                                |                                |                                |
| Encadrement technique            | Encadrement technique       |                             | Légende                        | Légende                        | Légende                        |
| Entraîneur : Frédéric Havas      | Entraîneur : Frédéric Havas | Entraîneur : Frédéric Havas | : Capitaine                    | : Capitaine                    | : Capitaine                    |
| Entraîneur(s) adjoint(s) :       | Entraîneur(s) adjoint(s) :  | Entraîneur(s) adjoint(s) :  | : Joueuse blessée actuellement | : Joueuse blessée actuellement | : Joueuse blessée actuellement |
| Manager général : Keylla Fabrino |                             |                             |                                |                                |                                |

1 joueuse ayant rejoint le club le 9 février 2025 en tant que joker médical.

## Personnalités historiques du club

### Présidents
- Jean-Paul Cristofoli (–)
- Bernard Fages (–)[6],[7]

### Entraîneurs successifs
- Michel Genson (1995–1997)
- Jean-Marc Biasio (1996–1998)
- / Rayna Minkova (1998–2008)
- Yannick Cembelo (–2011)
- Cyril Ong (2011–2018)
- Fabien Simondet (2018–2024)
- Frédéric Havas (2024–)

### Joueuses majeures
- Patricia Aranda (2011–2013)
- Héléna Cazaute (2014–2017)
- Elisa Cella (2013–2014)
- Bianca Cugno (2021–2023)
- Bianca Farriol (2020–2023)
- Isabelle Haak (2016–2017)
- Myriam Kloster (2007–2008)
- Ángela Leyva (2021–2022)
- Eva Mori (2017–2018)
- Yamila Nizetich (2020–2021)
- Krystal Rivers (en) (2017–2018)
- Alexandra Rochelle (2011–2018, 2019–2022)
- Dayana Segovia (de) (2019–2021)
- Justine Wong-Orantes (2022–2023)

## Identité du club

### Historique du logo

jusqu'en 2010.
Logo depuis 2010.